# Fahrradtasche

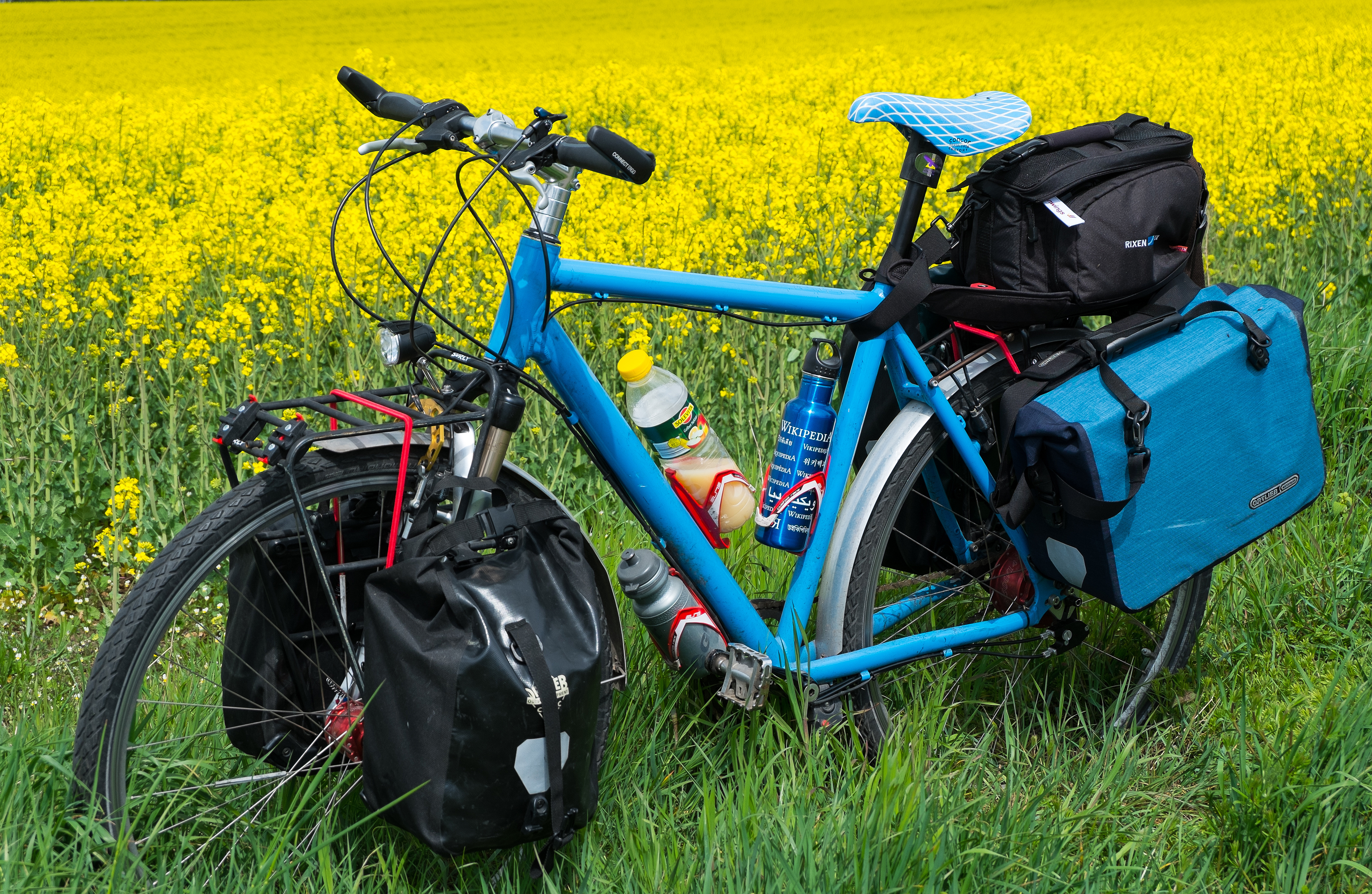
Verschiedene Packtaschen am Fahrrad

Fahrradtaschen (auch Packtaschen genannt) sind Taschen verschiedener Bauart, die speziell zum Anbringen am Fahrrad konzipiert sind und die Mitnahme von Gepäck erlauben. Oft sind sie aus wasserdichtem Material gefertigt. Es gibt Taschensysteme in unterschiedlichen Größen und Kapazitäten, die an den Lenker, Fahrradgepäckträger oder Lowrider befestigt und oft leicht wieder abgenommen werden können.

## Gepäckträger und Lowrider-Taschen
Gepäckträgertaschen sind Taschen, die seitlich am (üblicherweise hinten montierten) Gepäckträger befestigt werden. Lowridertaschen sind Taschen die an einem Lowrider befestigt werden.

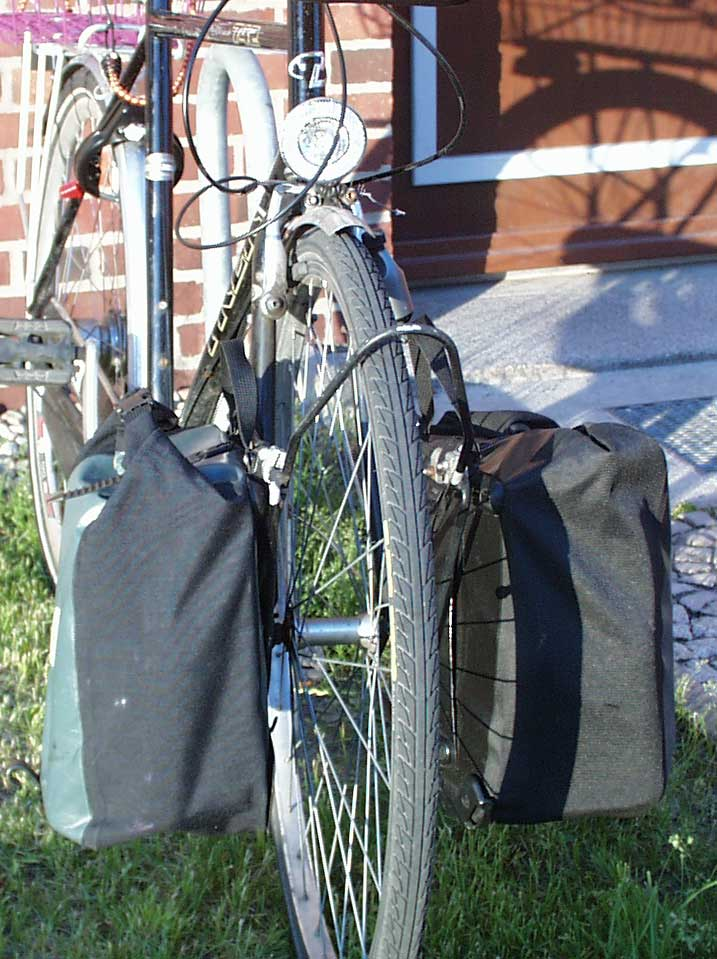
Am Lowrider der Vorderachse montierte Fahrradtaschen

Gepäckträgertaschen und Lowridertaschen unterscheiden sich meist nur in der Größe. Diese Taschen bestehen zumeist aus einem großen Fach und ggf. aus einem kleinen, in dem man Gepäck verstauen kann. Indes gibt es bei diesen Taschen auch verschiedene Schließsysteme. Einige Firmen setzten auf ein Rollsystem, mit den man die Tasche in der Größe individuell anpassen kann. Andere auf einen Reißverschluss oder ein Deckelsystem. Einige Taschen sind an den Gepäckträger individuell anpassbar.
Die meisten Taschen besitzen Haken an der Rückseite, mit denen sie an den Streben des Gepäckträgers eingehängt werden. Manche Gepäckträger besitzen spezielle Streben für das Anbringen solcher Taschen. Neben einfachen Haken gibt es auch Befestigungssysteme, die die Tasche automatisch am Gepäckträger arretieren, so dass sie bei Stößen nicht abspringen können.

## Lenkertaschen

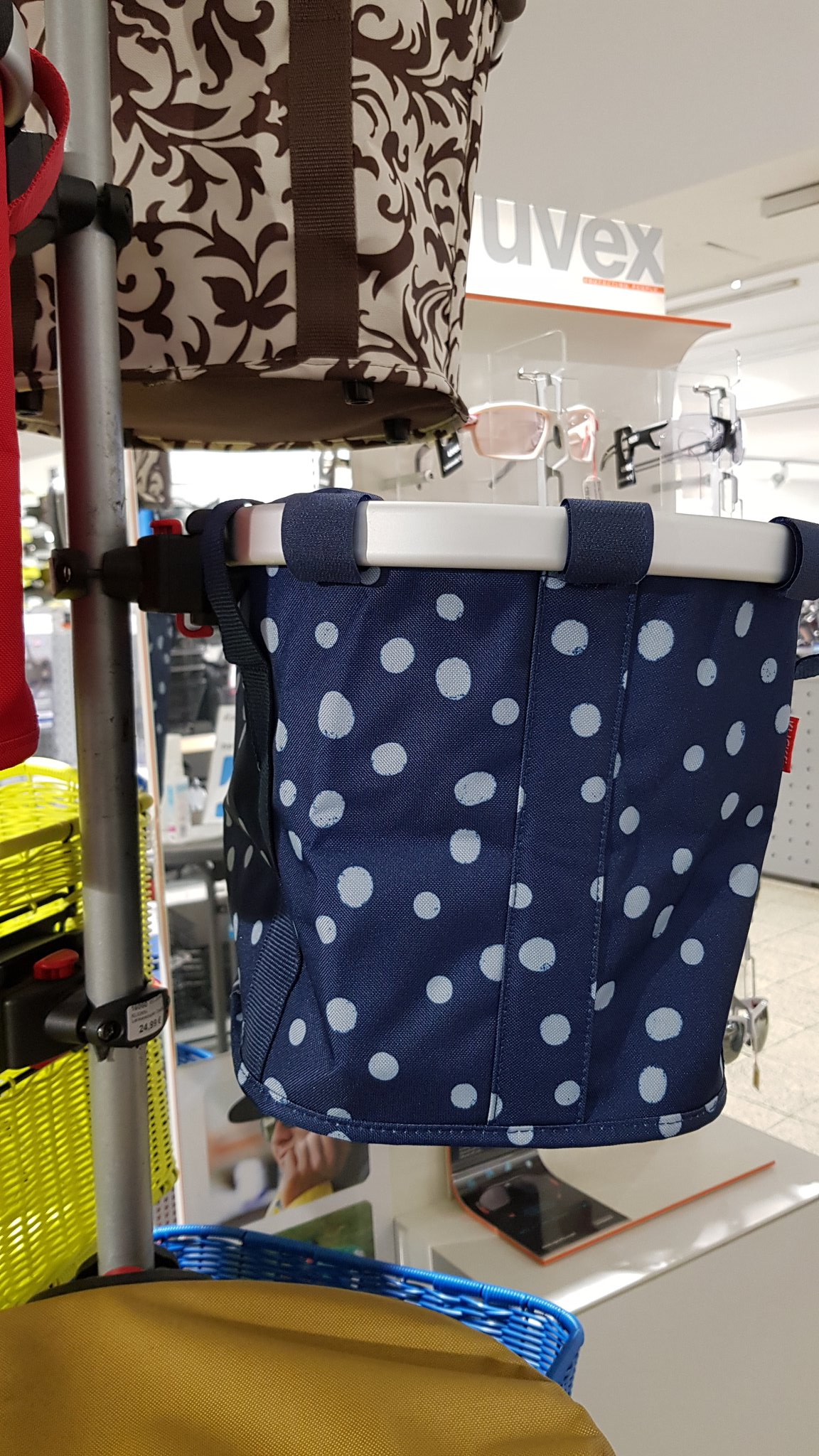
Lenkertasche mit Klickfix Halter

Eine weitere Form sind Lenkertaschen, die entweder per Schnallen oder mit einem Klicksystem vor dem Lenker des Fahrrades befestigt werden. Oft sind sie an der Oberseite mit einem Einschubfach mit einer transparenten Schutzhülle versehen, die das Ablesen einer Landkarte oder des Handys während der Fahrt erlaubt und sie vor Regen und Schmutz schützt. Das verbreitetste System in Deutschland dieser Art ist das Klickfix-System der Firma Rixen & Kaul. Dies ermöglicht durch verschiedene Halterungsaufnahmen das Anbringen der Taschen oder Körbe an verschiedenen Stellen des Lenkers oder Vorbaus. Diese Taschen benötigen allerdings die passende Aufnahme, welche aber von vielen Taschenherstellern verwendet wird. Viele Konkurrenzsysteme wie z. B. Basil oder Ortlieb sind daher mit dem Klickfix-System kompatibel.

## Weitere Taschenarten
Neben den bereits genannten Fahrradtaschen gibt es noch Rahmentaschen für kleineren Transportbedarf. Diese werden innerhalb des Fahrradrahmens befestigt, sie können meist nur bei Fahrrädern mit Diamantrahmen sinnvoll angebracht werden.

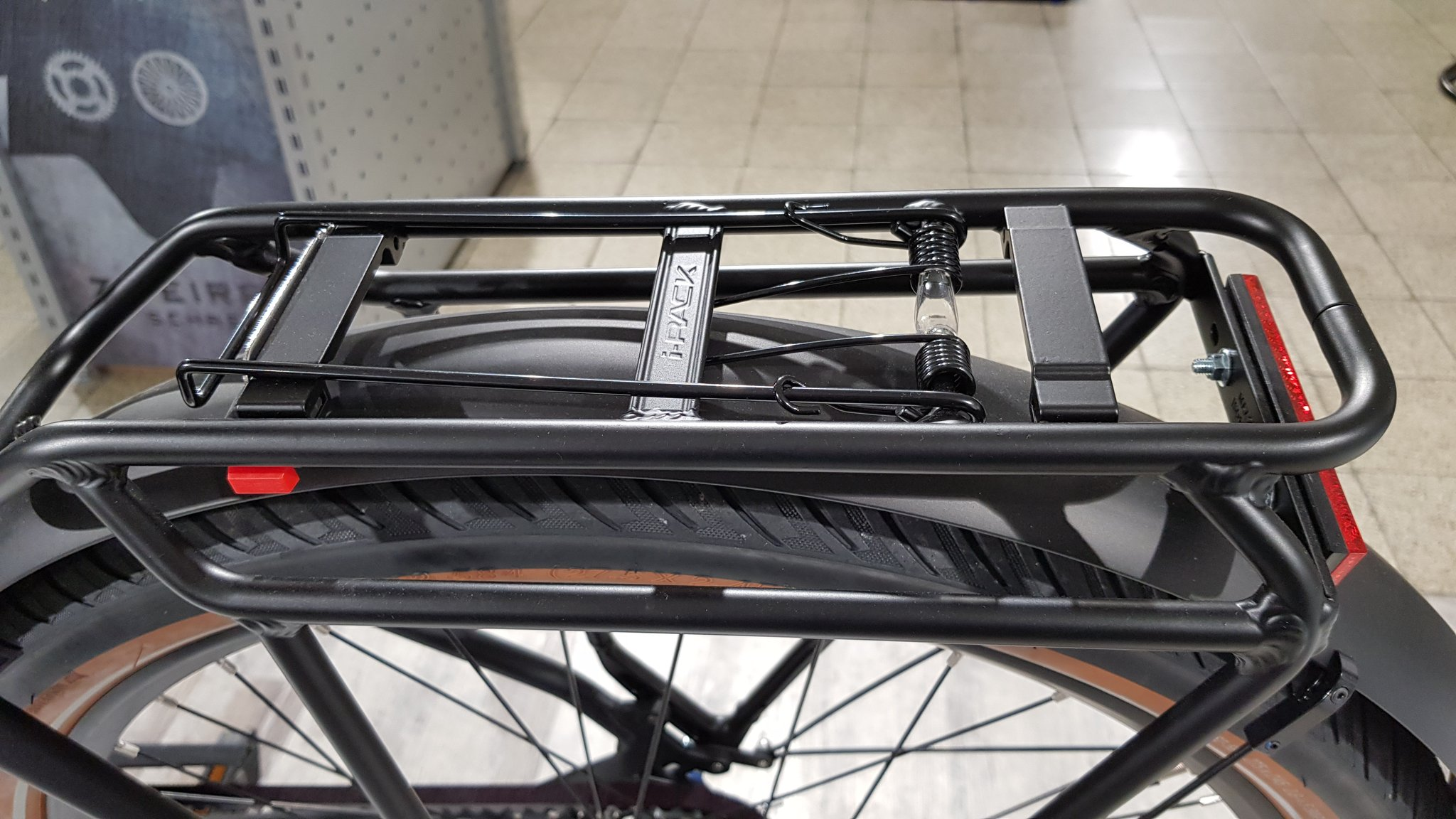
Gepäckträger mit Extra Streben für Gepäcktaschen und integriertem I-Rack II System für Taschen, Körbe und TopCases.

Es gibt Taschen, die äußerlich Aktentaschen ähneln und schützende Einlagen für den Transport eines Laptops aufweisen, Koffer- oder Topcase-ähnliche Taschen für den Hintergepäckträger, die meist auch verschiedene Aufnahme für Systemgepäckträger besitzen.
Billige Fahrradtaschen sind oft nicht wasserdicht, sodass das Transportgut innerhalb der Taschen zusätzlich in Plastiktüten oder spezielle Einsätze verpackt werden muss. Manche Varianten sind aufgrund mangelnder Stabilität ihrer Form oder Befestigung sogar gefährlich, da sie sich bei Erschütterungen in den Speichen verfangen oder vom Fahrrad fallen können.